# Riisipere (stacja kolejowa)
Riisipere (est.: Riisipere raudteejaam) – stacja kolejowa w Riisipere, w prowincji Harjumaa, w Estonii. Znajduje się na szerokotorowej linii Keila – Turba 51 km od dworca kolejowego w Tallinnie. Obsługiwany jest przez pociągi elektryczne Eesti Liinirongid.